# Арбель, Моше
Моше Арбель (ивр. משה ארבל‎, род. 26 декабря 1983) — израильский политический и государственный деятель, министр внутренних дел (с 2023 года) и депутат кнессета от партии ШАС. В прошлом он занимал должности министра здравоохранения, заместителя министра внутренних дел и заместителя министра здравоохранения.
По профессии юрист. Прежде чем войти в политическую жизнь, он был юрисконсультом партии ШАС, руководителем аппарата министра внутренних дел Арье Дери и генеральным директором института Кетер Шалом.

## Биография
Родился в Петах-Тикве, четвертый из семи детей Иланы и Рахима Арбелей. Его бабушка и дедушка репатриировались из Ливии . Его отец много лет занимался производством алмазов, но из-за большого кризиса в отрасли в 1991 году он изменил направление и обратился к общественным действиям: он был исполняющим обязанности председателя религиозного совета города от партии ШАС, а также активно работал в центре изучения Торы «Йигдил Тора».
Моше учился в государственно-религиозной школе для мальчиков «Нецах Исраэль», «Талмуд Тора Шаарит Исраэль», а затем в ешиве «Нахалат Давид» в Петах-Тикве. В 1977 году, когда ему было около 16 лет, он написал галахический трактат под названием «Вишма Моше», а примерно год спустя — галахический буклет «Вахи Бехем» о законах спасения души. Во время срочной службе служил в командовании тыла в отряде выявления раненых и был демобилизован в звании сержанта, а в запасе служил военным прокурором в военной прокуратуре округа Иудея и Самария .

## Политическая деятельность

### Депутат кнессета
В 2019 году, накануне выборов в Кнессет двадцать первого созыва, он был назначен заместителем председателя Центральной избирательной комиссии от партии ШАС и занял седьмое место в её списке. Перед формированием правительства он был включен в коалиционную переговорную команду.
В преддверии выборов в Кнессет 23-го созыва Арбель занял седьмое место и занимал должность вице-спикера Кнессета, кроме того, он является членом внутренних комитетов и комитета по продвижению статуса женщин.
На своей должности в кнессете Арбель занимается, среди прочего, защитой прав заключенных. Во время двадцать четвертого созыва Кнессета вместе с депутатами Кнессета Яноном Азулаи от его же партии и Габи Ласки от Мерец он инициировал закон, который требует, чтобы судьи информировались о том, что арестованные подвергаются наручникам в зале суда, чтобы предотвратить надевание наручников на арестованных без необходимости.
На выборах в Кнессет двадцать пятого созыва он занял 6-е место в списке ШАС в Кнессете и был избран в его состав. После этих выборов он был избран заместителем министра внутренних дел и заместителем министра здравоохранения в тридцать седьмом правительстве Израиля .

### Министр внутренних дел и здравоохранения
В апреле 2023 года Арбель был назначен министром внутренних дел и здравоохранения вместо предыдущего министра Арье Дери, который был уволен с должности в свете решения Верховного суда по его делу .
В мае 2023 года Арбель объявил об изменении статуса Ганей-Тиква и Кфар-Кара с местного совета на город. В том же месяце Арбель объявил о снижении возраста для выдачи десятилетнего паспорта с 18 до 16 лет. До изменения, срок действия паспорта, выданного гражданину Израиля в возрасте до 18 лет, составлял всего пять лет.
В мае — июне 2023 года Министерство внутренних дел было задействовано в операции «Паспортный марафон», в ходе которой четыре основных бюро Управления народонаселения и иммиграции были преобразованы для решения только паспортного кризиса, что привело к выдаче паспортов. За этот период было выдано более 400 000 паспортов.
Во время Войны железных мечей по просьбе Арбеля председатель ШАС объявил о назначении Уриэля Бусо на должность министра здравоохранения, тогда как Арбель остался на должности министра внутренних дел.

## Семья и личная жизнь
Женат на Керен, отец пятерых детей. Он живет в Кфар-Ганим в Петах-Тикве и является главой и раввином общины Бейт-Элиягу в районе Ам-ха-Мошавот.
Его старший брат Моти руководил средней школой Амит в Ашдоде и образовательным округом Амит в Сдероте. Другой брат — Шимон — является генеральным директором студии «Бней Акива Амана» в Кфар-Сабе. Его двоюродный брат Шимон Маатук занимал должность генерального директора Министерства по делам религий.